# Calochortus
Genre
Classification phylogénétique
Calochortus est un genre d'environ 60 espèces de plantes monocotylédones de la famille des Liliaceae. Ce sont des plantes herbacées élancées des régions tempérées d'Amérique du Nord et d'Amérique centrale.
Dans la classification de Dahlgren, ce genre est élevé au rang de famille, les Calochortaceae. Toutefois, cette famille n'existe ni dans la classification classique (1981) ni dans la classification phylogénétique APG III (2009). Ces classifications placent le genre Calochortus dans les Liliaceae.

## Liste d'espèces
- Calochortus albus (Benth.) Douglas ex Benth.
- Calochortus aureus S.Watson
- Calochortus barbatus (Kunth) J.H.Painter
- Calochortus catalinae S.Watson
- Calochortus clavatus S.Watson
- Calochortus coxii M.R.Godfrey & F.T.Callahan
- Calochortus dunnii Purdy
- Calochortus flexuosus S.Watson
- Calochortus kennedyi Porter
  - Calochortus kennedyi var. kennedyi
  - Calochortus kennedyi var. munzii Jeps.
- Calochortus macrocarpus Douglas
  - Calochortus macrocarpus var. macrocarpus
  - Calochortus macrocarpus var. maculosus (A.Nelson & J.F.Macbr.) A.Nelson & J.F.Macbr.
- Calochortus nuttallii Torr.
- Calochortus palmeri S.Watson
  - Calochortus palmeri var. munzii Ownbey
  - Calochortus palmeri var. palmeri
- Calochortus plummerae Greene
- Calochortus striatus Parish
- Calochortus tiburonensis A.J.Hill
- Calochortus tolmiei Hook.& Arn.
- Calochortus umpquaensis N.A.Fredricks